# 栗熊村
栗熊村（くりくまむら）は、香川県綾歌郡にあった村。
村役場はその後解体され、跡地は隣接する綾歌町立綾歌中学校（現・丸亀市立綾歌中学校）の敷地に取り込まれている。

## 歴史
- 1890年2月15日 - 町村制施行に伴い、鵜足郡栗熊東村（くりくまひがしむら）、栗熊西村（くりくまにしむら）が合併し、栗熊村が発足。
- 1899年4月1日 - 鵜足郡が阿野郡と合併し、綾歌郡となる。
- 1951年4月1日 - 綾歌郡富熊村と合併し久栄村となり消滅。